# Asemolea purpuricollis
Asemolea purpuricollis är en skalbaggsart som beskrevs av Bates 1885. Asemolea purpuricollis ingår i släktet Asemolea och familjen långhorningar.
Artens utbredningsområde är Panama. Inga underarter finns listade.